# Tarcea (gmina)
Tarcea – gmina w Rumunii, w okręgu Bihor. Obejmuje miejscowości Adoni, Galoșpetreu i Tarcea. W 2011 roku liczyła 2690 mieszkańców.